# Tissue factor pathway inhibitor

Régulation (inhibition) de la coagulation (en rouge).

Le Tissue factor pathway inhibitor (TFPI ou inhibiteur de la voie du facteur tissulaire) est une protéine intervenant dans la régulation de la coagulation sanguine.

TFPI est produit par la cellule endothéliale et se retrouve à sa surface. Son rôle est d'inhiber le complexe Facteur tissulaire - facteur VIIa ainsi que le facteur Xa. 

Dans des expériences chez l'animal, l'administration de TFPI a apporté une protection contre le risque de thrombose.